# Sustenhorn
Sustenhorn är en bergstopp i Schweiz.   Den ligger i kantonen Uri, i den centrala delen av landet, 80 km öster om huvudstaden Bern. Toppen på Sustenhorn är 3 503 meter över havet, eller 414 meter över den omgivande terrängen. Bredden vid basen är 3,1 km.
Terrängen runt Sustenhorn är huvudsakligen mycket bergig. Närmaste större samhälle är Engelberg, 14,2 km norr om Sustenhorn. 
Trakten runt Sustenhorn består i huvudsak av gräsmarker. Runt Sustenhorn är det glesbefolkat, med 9 invånare per kvadratkilometer.